# Ausktribosphenos
Ausktribosphenos is een geslacht van primitieve zoogdieren uit de orde Ausktribosphenida dat tijdens het Vroeg-Krijt in het zuiden van Australië leefde.
Er is slechts één soort bekend, A. nyktos. Het was een diertje ter grootte van een muis, dat tijdens de nacht op de bosbodem op zoek ging naar wormen en kevers. Waarschijnlijk is het een verwant van de eierleggende zoogdieren (Platypoda en Tachyglossa), waarmee het samen de onderklasse Australosphenida vormt. Misschien is het ook een placentadier, aangezien het gebit overeenkomt met deze groep. Net als hen had Ausktribosphenos drie kiezen en vier valse kiezen. Buideldieren daarentegen hebben vier kiezen en drie valse kiezen. Zijn verwant Bishops, het enige andere lid van de Ausktribosphenida en het eierleggende zoogdier Steropodon leefde in hetzelfde gebied als Ausktribosphenos.